# ترورک
ترورک (به فرانسوی: Trévérec) یک کمون در فرانسه است که در Canton of Lanvollon واقع شده‌است.

## خصوصیات
ترورک ۴٫۳۳ کیلومترمربع مساحت و ۱۹۱ نفر جمعیت دارد.